# Mbocayaty (Asunción)
Mbokajaty es un populoso barrio de la ciudad de Asunción, capital de la República del Paraguay. Pertenece a la zona de  Campo Grande

## Historia
Según los informes obtenidos por los vecinos más antiguos, el barrio Mbokajaty empezó a poblarse en el año 1929, siendo los primeros ocupantes las familias Meza, Arce y León. El lugar era desierto, porque no existían calles, solo caminitos trazados por los pobladores. Existían plantaciones de cocoteros, lo que posiblemente haya dado origen a la denominación del barrio, cuyo nombre es Mbokajaty.

## Geografía
El barrio Mbokajaty está situado en la ciudad de Asunción, capital del Paraguay; en el Departamento Central de la Región Oriental, dentro de la bahía del Río Paraguay, ciudad cosmopolita, donde confluyen personas de distintas regiones del país y extranjeros que la habitan, ya arraigados en ella.
El barrio Mbokajaty abarca 2,04 km². El área presenta características muy variadas y accidentadas, ya que está regada por varios cauces de agua, que en ciertos casos imposibilitan la circulación peatonal y vehicular.
Límites
El barrio Mbokajaty tiene como límitantes a las avenidas Primer Presidente,Madame Lynch y la Vía Férrea.
- Al norte limita con el barrio Mburucuya y el barrio Loma Pytã.
- Al sur limita con el barrio Ñu Guazú.
- Al este limita con el barrio Loma Pytã.
- Al oeste limita con el barrio Madame Lynch y el barrio Mburucuya.

### Clima
Clima tropical, la temperatura media es de 28 °C en el verano y 19 °C en el invierno, el barrio Mbokajaty presenta vientos predominantes del norte y sur. El promedio anual de precipitaciones es de 1700 mm.

## Población
El barrio Mbocayaty tiene 6.512 habitantes, de los cuales 3.372 son mujeres y 3.140 son hombres. Su densidad es de 3.192 hab./km².

### Demografía
En el barrio Mbokajaty existen 1.280 viviendas aproximadamente que no cuentan con desagüe pluvial ni cloaca.
El porcentaje de cobertura de servicios es el siguiente:
El 99,1 % de las viviendas poseen energía eléctrica. 
El 95,4 % de las viviendas poseen agua corriente. 
El 60 % de las viviendas poseen red telefónica.
El 45,1 % de las viviendas possen desagüe cloacal
El 90,9% de las viviendas poseen recogida de basura
El 44,8 % de las viviendas poseen teléfono fijo
El 54,8 % de las viviendas poseen teléfono móvil
El promedio de ocupantes por vivienda es de 4,7 (DGEEC) Dirección General de Estadísticas, Encuestas y Censos
En materia sanitaria los pobladores deben recurrir a los centros de salud de barrios vecinos, puesto que en el barrio Mbocayaty no existe institución sanitaria.
En cuanto al ámbito educativo cuenta con una institución pública de nivel primario y secundario.
La mayor parte de los pobladores corresponden al nivel medio y se dedican a la carpintería, albañilería y plomería. Hay además profesionales y pequeños comerciantes.
La ocupación principal era la agricultura. Las distintas variedades de hortalizas cultivadas son vendidas en el mercado.

## Infraestructura
El barrio Mbokajaty es eminentemente habitacional, una de las principales vías de comunicación del barrio es la avenida Madame Lynch. 
Operan cuatro canales de televisión abiertos y varias empresas que emiten señales por cable. Se conectan con veinte emisoras de radio que transmiten en frecuencias AM y FM. Cuenta con los servicios telefónicos de Copaco y los de telefonía celular, además cuenta con varios otros medios de comunicación y a todos los lugares llegan los diarios capitalinos.
Por el barrio Mbokajaty transitan los ómnibus de la línea 36, la línea 16, la línea 44 A, la línea 18, la línea 42 y otras procedentes de Benjamín Aceval, Villa Hayes y Falcón. Cuenta además con el ferrocarril que funciona durante los días hábiles.
Algunas calles no tienen un trazado continuo, lo que dificulta la comunicación con las avenidas que bordean el barrio.

## Organizaciones
Instituciones no gubernamentales
- Parroquia La Piedad
- Club Cerro Corá

Instituciones gubernamentales
Educativas:

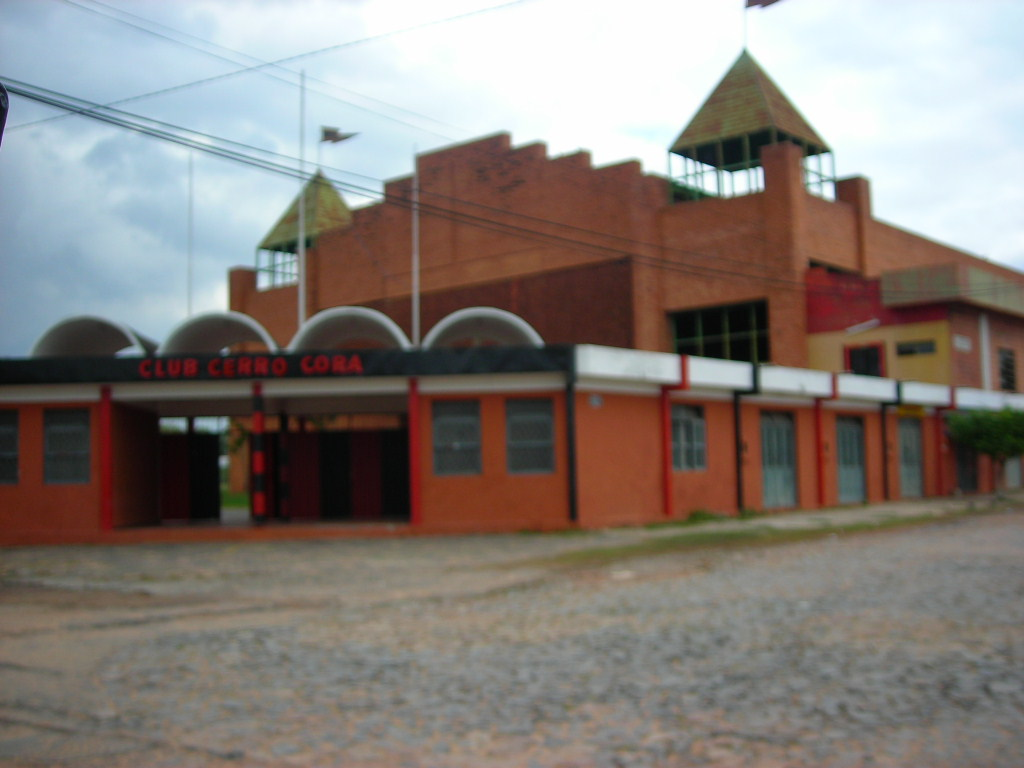
Club Cerro Cora.

- Escuela y Colegio Bibiana Strossner
- Escuela y Colegio República de Venezuela
- Escuela gda nro 664 Primer Presidente Constitucional del Paraguay
- Secretaría del Ambiente

Policiales:
- Cuartel de la Policía Municipal de Tránsito

- Datos: Q6799717
- Multimedia: Mbocayati, Asunción / Q6799717